# Juban (vêtement)
Pour les articles homonymes, voir Juban.
Le juban (襦袢) est un vêtement japonais qui se porte sous le kimono traditionnel. Étymologiquement, il s'agit d'un « kimono du dessous ». C'est une sous-veste de longueur variable qui fait office de sous-vêtement.

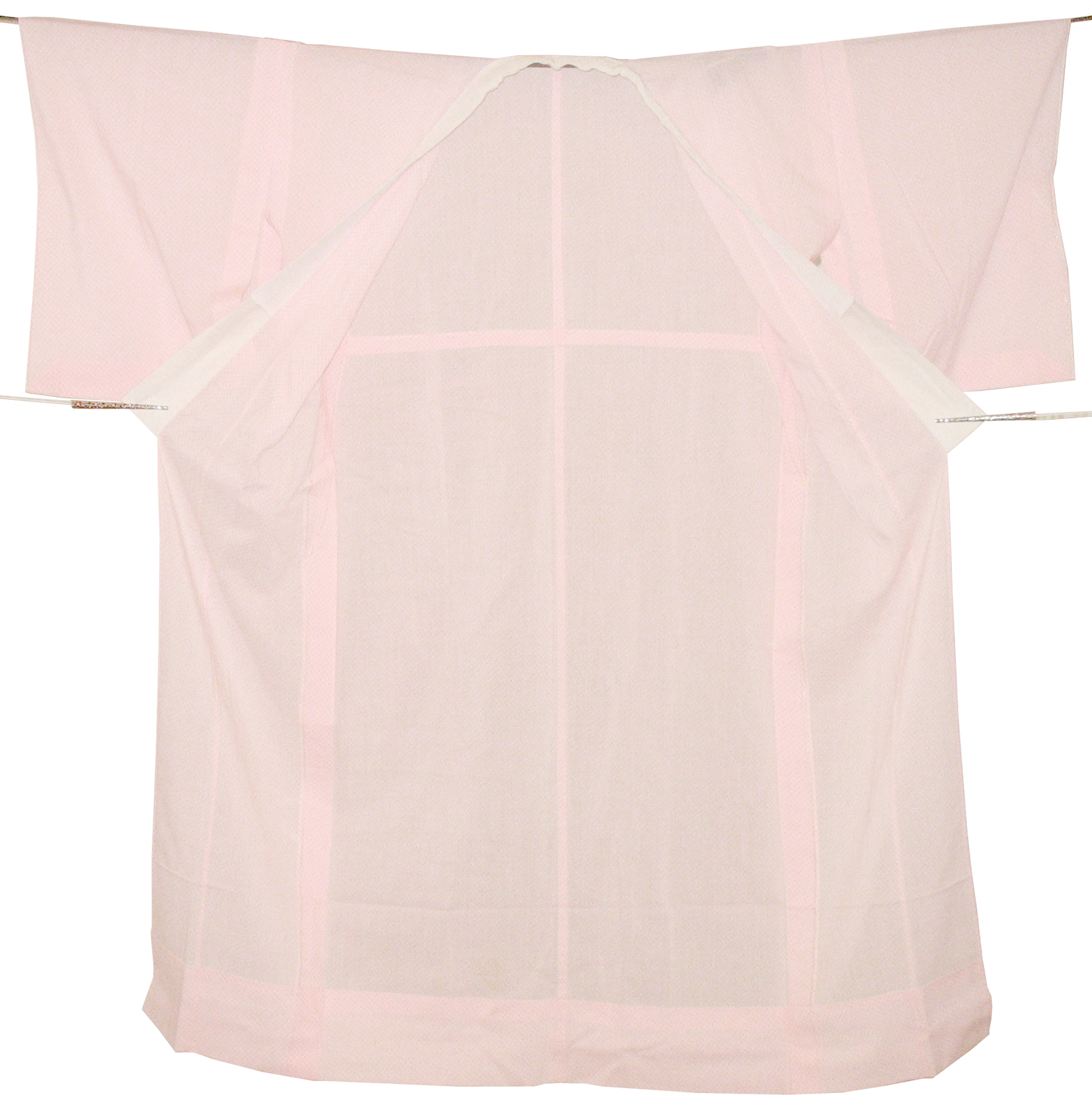
Le juban, vêtement traditionnel japonais qu'on porte sous le kimono.

Il existe différentes sortes de juban portés indifféremment par les hommes ou par les femmes, en fonction du type de kimono revêtu.
On peut aussi porter un juban dans des disciplines telles que le iaido ou le kyudo, pour l'aspect pratique (le juban retient la transpiration et évite de souiller le hakama-shita, c'est-à-dire la veste).